# UFC
Ultimate Fighting Championship (съкр. UFC) е най-голямата ММА организация в света, базирана в Северна Америка.
Собственик на UFC е Уилиам Морис Ендевър (WME-IMG), президент на организацията е Дейна Уайт. Членове на UFC са топ класирани ММА състезатели в световните ранглисти. Организацията е провела над 480 събития.

## История

### Ранни години
Първото издание UFC 1 се провежда на 12 ноември 1993 г. в Денвър, Колорадо. Предназначението на изданието е да определи най-ефективния боен спорт/изкуство в реален двубой между представители на различни бойни дисциплини, включително бокс, бразилско джиу-джицу, самбо, борба, муай тай, карате, джудо и други стилове. С напредване на годините бойци започват да усвояват ефективни техники в повече от една дисциплина, което индиректно помага за създаването на изцяло нов и отделен стил в бойните спортове/изкуства, познат днес като смесени бойни изкуства. Организацията се създава в ранните години на 1990 г., като нейни основатели са Арт Дейви, Джон Милиус и Хорион Грейси.
Първоначалната идея е турнир на елиминационен принцип, съставен от 8 състезатели, наречен „Война на световете“. Състезанието е представило състезатели от различни стилове в мач с изключително малко ограничения. Телевизионни предавания по време на SEG ерата са представяли бойци като Патрик Смит и Кевин Ройсер (кикбокс), Жерард Гордео (савате), Зейн Фрейзър (карате), Кен Шамрок (шоото), Тейла Тулу (сумо), Арт Джимерсън (бокс), Хойс Грейси (бразилско джиу джицу). Граплинг способностите на Хойс Грейси показват най-голяма ефективност, като това го превръща в първия UFC турнирен шампион, успявайки да предаде Джимерсън, Шамрок и Гордео.
При отсъствие на категории бойците често излизат на двубой срещу значимо по-големи или по-малки съперници. По време на третото издание на организацията UFC 3 Кейт Хакни излиза срещу Еманоел Ярборог с разлика във височината 23 см и разлика в теглото 180 кг.

### ZUFFA ера
През януари 2001 г. UFC брандът е закупен от братя Фертита поради финансовата несигурност на SEG в продукта. Интересът постепенно се вдига след закупуването на организацията от Zuffa LLC главно вследствие на добра реклама, корпоративно спонсорство и кабелния PPV модел. Изданието UFC 40 се превръща в най-значимото за организацията в Zuffa ерата, продавайки цялата зала MGM Grand арена в Лас Вегас и 150 000 PPV покупки. Покупките са 3 пъти по-големи от покупките на предходното издание. Изданието е оглавено от много очаквания втори двубой между тогавашния UFC шампион в light heavyweight категория Тито Ортиз и бившият UFC Superfight шампион Кен Шамрок.
Въпреки успеха на UFC 40 Zuffa LLC все още търпи загуби от 34 милиона американски долара от покупката на организацията. Повратен момент е телевизионният реалити формат „The Ultimate Fighter“, в който млади алтлети се състезават за възможността да получат 6 цифрен UFC договор. Предаването е излъчено по американският телевизионен канал Spyke TV, като Spyke ТV предлагат да поемат 10-милионните разходи по продукцията на формата. След 14 изключително успешни сезона на TUF Spyke TV и UFC прекратяват съвместната си работа. Организацията започва съвместна работа с телевизия FOX през август 2011 г.

### Pride Fighting Championship покупка
27 март 2007 г. UFC и конкурентната им организация в Япония Pride Fighting Championship обявяват публично сделка, при която собствениците на UFC Франк и Лорензо Фертита купуват Pride бранда. Първоначалните планове са двете организации да продължат да работят отделно с възможност за междуорганизационни двубои между техните шампиони и топ атлети. След покупката на Pride Дейна Уайт съобщава, че дотогавашният формат на организацията е остарял и неефективен. UFC подписва договори с топ атлети от Pride като Антонио Родриго Ноугера, Маурисио „Шогун“ Руа, Дан Хендерсън, Мирко „Кро коп“ Филипович и Вандарлей Силва.

### UFC 100
UFC 100 е масивен успех за организацията, продавайки над 1,7 милиона PPV покупки. Причина за успеха са главните мачове: вторият сблъсък между NCAA дивизия шампиона и настояща WWE звезда Брок Леснър срещу бившия UFC heavyweight шампион Франк Мир, канадската суперзвезда Джордж Сейн Пиер срещу бразилеца Тиаго Алвес, както и мача между Pride легендата Дан Хендерсън и британеца Майкъл Биспинг.

### TRT забрана
27 февруари 2014 щатската спортна комисия на Невада (NSAC) забранява употребата на тестостеронно заместваща терапия (Testosterone Replacement Therapy). UFC подава иск и също забранява нейната употреба за всички събития, дори и тези извън регулацията на комисията.

### WEC обединение
В края на 2006 г. ZUFFA LLC закупува организацията World Extreme Cagefighting и провежда първото събитие под банера на WEC на 20 януари 2007 г. На 28 октомври 2010 г. UFC обявява, че двете организации ще се слеят. Вследстие на сливането UFC приема новите категории bantamweight, featherweight и lightweight, както и съответните в тях състезатели. Последните WEC featherweight и bantamweight шампиони – Жозе Алдо и Доминик Круз са обявени за UFC шампипони в съответните дивизии.

### Strikeforce покупка
На 12 март 2011 г. е обявено, че ZUFFA LLC е купила конкурентната си организация Strikeforce. Организацията продължава да съществува до 2013 г. Изпълнителният директор на Strikeforce Скот Кокър обявява завръщане на ММА сцената на считания за най-добър боец за времето си Фьодор Емеляненко. След покупката UFC подписва договори с топ звезди като Джейсън Милър, Ник Диаз, Алистър Оувъриим, Фабрицио Вердум и др. Под ръководството на ZUFFA Strikeforce претърпява минимални промени, като най-важна е приемането на унифицираните ММА правила. Последното събитие на компанията е на 12 януари 2013 г., оглавено от мач между Нейт Маркуард и Тарек Сафидин. След събитието всички договори на бойците са прекратени или преподписани с UFC.

### Женски ММА
11 декември 2013 г. e подписан първият договор с жена боец, Strikeforce шампионката до 61,2 кг Ронда Рауси. Тя става първата шампионка в UFC, първата олимпийска медалистка с UFC титла и първата жена, защитавала UFC титла.

## ММА правила
В ранните години на организацията под ръководството на SEG правилата се променят многократно, като търпят различни промени от първото издание UFC 1 до закупуването на организацията от ZUFFA LLC. Понастоящем се използват унифицарани MMA правила, приети за по-голяма част от световните ММА организации.
Забранени са:
1. бъркане в очите
2. хапане
3. удари под пояса
4. скубане
5. пръст в отворени рани/аркади
6. удари в гърлото включително и захват на трахеята
7. драскане, щипане и усукване на кожата
8. умишлен опит за счупване на кост на опонент
9. ритник в бъбреците с пета
10. хвърляне на опонент върху тепиха на врата и главата му
11. изхвърляне на опонента извън заградената част на октагона
12. задържане на шорти/ръкавици на опонента
13. умишлено плюене на опонента
14. задържане на мрежата
15. използване на вулгарен език в октагона
16. атака към опонент по време на почивка
17. атака към опонент по време на разговор/преглед на съдията
18. атака към опонент след звуков сигнал за край на рунд/мач
19. неспазване инструкциите на съдията
20. умишлено избягване на контакт с опонента по време на мач/рунд и умишлено изхвърляне на протектора за уста
21. намеса от щаба на боец по време на мач/рунд
22. употреба на всякакви забранени/незаконни субстанции, даващи преимущество
23. удари глава/глава
24. удари в гръбнака или тила
25. удари с острата част на лакътя, насочени надолу

Фалове срещу опонент на земята:
1. ритник в главата на съперник на земята (удари с ръце/лакти са разрешени);
2. коляно в главата на съперник на земята;
3. скачане в/у съперник на земята с крака.

При констатиране на фаул съдията има право да отнеме 1 или повече точки от актива на провинилия се боец за съответния рунд. Ако фаул стане причина боец да не може да продължи участието си в мача, той се обявява за:
- несъстоял се – при инцидентен фаул;
- победа чрез дисквалификация за фаулирания боец – при умишлен фаул.

При граплинг на земята съдията има право да прекрати борбата и да изправи състезателите в стойка, ако никой от тях не е в доминантна позиция при борбата или не работи към такава.
При паузиране на рунд от съдията опонентите започват от местата си преди паузата.
По-ранни издания на UFC пренебрегват ругаенето по време на мач. След приемането на унифицираните правила грубо вербално държание е разрешено преди мача с цел да създаде по-голям интерес и да даде възможност на бойците да изразят себе си, но остава забранено по време на самия мач.

### Дивизии
| Дивизия                        | Теглови лимит | Пол         |
| ------------------------------ | ------------- | ----------- |
| Тежка (Heavyweight)            | 120,2 кг      | Мъже        |
| Лека тежка (Light Heavyweight) | 93,0 кг       | Мъже        |
| Средна (Middleweight)          | 83,9 кг       | Мъже        |
| Полусредна (Welterweight)      | 77,1 кг       | Мъже        |
| Лека (Lightweight)             | 70,3 кг       | Мъже        |
| Перо (Featherweight)           | 65,8 кг       | Мъже и жени |
| Петел (Bantamweight)           | 61,2 кг       | Мъже и жени |
| Муха (Flyweight)               | 56,7 кг 56 кг | Мъже Жени   |
| Сламка (Strawweight)           | 48 – 52,2 кг  | Жени        |

Мач, който не е за титла, има 1 паунд компромис при теглото на бойците.
В унифицираните ММА правила има категория, която не се ползва от UFC: Super Heavyweight – над 265 паунда (120,2 кг).

### Клетка
Организацията използва за мачове осмоъгълен затворен ринг наречен „Октагон“. Първоначално SEG патентоват името и структурата за да ограничи ползването ѝ от други организации. 2011 г. ZUFFA дава разрешение да бъде използван моделът и от други организации, но запазвайки правата върху името.
Съоръжението представлява ринг с октагонална структура със стени от метална мрежа покрита с винил, като ъглите и върхът на стената са покрити със защитен текстил. Диаметърът е около 9,8 м, което позволява свободно движение над 9 м по дължина на ринга.

### Изход на мач
Предаване – боец видно се предава: тупайки по пода на октагона или върху опонента си, устно предаване, чиста индикация за болка (вик, крясък), при което съдията прекратява срещата. Съществува и терминът техническо предаване, при което съдията прекратява мача, ако боец загуби съзнание или има опасност за сериозна контузия, докато е в ключ.
Нокаут (KO) – боец изпада в състояние на безсъзнание вследствие на всякакъв легален удар.
Технически нокаут (TKO) – съдията решава, че даден боец не може да продължи мача. Технически нокаут има при следните случаи:
- Стоп от съдия – съдията прекратява мача, защото един от участниците е неспособен да се защитава ефективно
- Стоп от доктор – ринг доктор прекратява мача, преценявайки че за един от участниците е опасно да продължи мача поради обилно кървене или физически травми
- Стоп от ъгъл – щабът на боец прекратява мача

Съдийско решение: в зависимост от оценяването мачът може да приключи с:
- общо решение (UD) – 3 съдии обявяват боец А за победител;
- мажоритарно решение (MD) – 2 съдии обявяват боец А за победител, третият съдия обявява мача за равен;
- разделено решение (SD) – 2 съдии обявяват боец А за победител, третият съдия – боец B;
- техническо решение (ТD) – боец е възпрепятстван да продължи вследствие на неволен нелегален удар, решението се взима на базата на изиграните рундове.

Равенства:
- общо равенство – всички съдии обявяват мача за равен;;
- мажоритарно равенство – 2 съдии обявяват мача за равен, третият съдия обявява боец за победител;
- разделено равенство – съдия обявява боец А за победител, друг съдия – боец В за победител, тогава третият съдия обявява мача за равен;
- техническо равенство – също като техническо решение, но мачът е обявен за равен.

Дисквалификация: боец умишлено използва забранен ход, който съдията преценява за достатъчно сериозен, за да промени изхода на мача.
Отказване: боец умишлено прекратява мача поради причина, различна от хватка за предаване или физическа травма.
Несъстоял се: мач се обявява за „несъстоял се“ при невъзможност за вземане на техническо решение. Също се обявява „несъстоял се“ при случай на боец, употребил незаконна или забранена субстанция.

### Съдийско оценяване
Използва се 10-точкова система за всички UFC мачове. Трима съдии оценяват всеки рунд, като победителят получава 10 точки, а съперникът му – 9 или по-малко. Оценки 10 – 8 се дава обикновено за доминиран рунд. Оценки 10 – 7 са изключително редки. Точките се дават въз основа на ефективни удари в стойка, ефективен граплинг, октагон контрол и др.

### Рундове
Всички рундове са по 5 минути. Мачовете са по 3 рунда, а тези за титла – 5. Между рундовете има по 1 минута почивка. Главни мачове на събития, който не са за шампионски пояс в съответна категория, също са 5 рунда.

## Зала на славата
Към днешна дата членове на залата на славата са:
1. Хойс Грейси – приет по време на UFC 45, 2003 г.
2. Кен Шамрок – приет по време на UFC 45, 2003 г.
3. Дан Северн – приет по време на UFC 52, 2005 г.
4. Ранди Котур – приет 2006 г.
5. Марк Колман – приет по време на UFC 82, 2008 г.
6. Чък Лидел – приет по време на UFC 100, 2009 г.
7. Чарълс Луис Мл. – приет по време на UFC 100, 2009 г.
8. Мат Хюс – приет по време на UFC 114, 2010 г.
9. Тито Ортиз – приет по време на UFC 148, 2012 г.
10. Форест Грифин – приет по време на UFC 162, 2013 г.
11. Стефан Бонар – приет по време на UFC 162, 2013 г. (единственият в залата, непечелил UFC титла)
12. Пат Милетич – приет по време на UFC 175, 2014 г.
13. Бас Рустен – приет по време на UFС 189, 2015 г.
14. Б. Дж. Пен – приет по време на UFС 189, 2015 г.
15. Джеф Блатник – приет по време на UFС 189, 2015 г.
16. Мат Хюс с-у Франк Триг 2 – приет по време на UFС 189, 2015 г.